# Gonadarquía

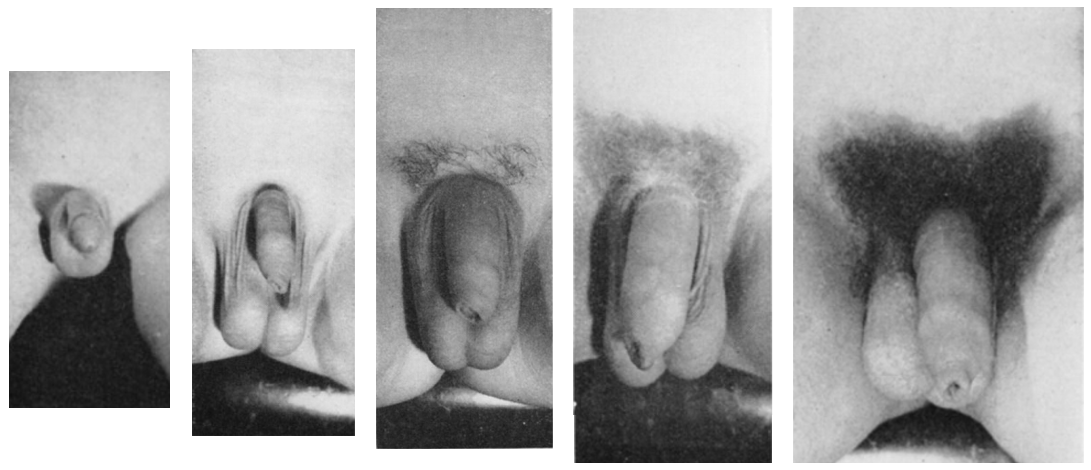
Las cinco etapas Tanner de los genitales masculinos; El periodo de la adolescencia.

El término gonadarquia hace referencia al aumento brusco en la secreción de hormonas sexuales por el testículo en los niños y por el ovario en las niñas que tiene lugar al inicio de la pubertad y forma parte del desarrollo fisiológico normal durante esta época de la vida.
En respuesta a la secreción por la hipófisis de unas sustancias denominadas gonadotropinas, el testículo produce la principal hormona sexual masculina que es la testosterona y el ovario la principal hormona sexual femenina que es el estradiol. Como consecuencia de ello ocurren una serie de transformaciones en el organismo cuyos primeros síntomas son el aumento del tamaño del tésticulo en los varones y el desarrollo las glándulas mamarias en las mujeres.
Unos dos años antes de la gonadarquia, tiene lugar la adrenarquia que es otra fase del desarrollo normal que se caracteriza por el aumento brusco en la secreción de hormonas sexuales por la corteza suprarrenal lo que origina como caracteres más visibles la aparición del vello pubiano (pubarquia) y axilar (axilarquia).